# Vera Weizmann
Vera Weizmann não aprendeu hebraico ou iídiche, nem recebeu qualquer educação religiosa ou sionista. 
Ela conheceu o sionismo pela primeira vez em Genebra, onde estudou medicina e conheceu Chaim Weizmann. Eles se casaram em 1906 e se mudaram para Manchester, onde em 1913 Vera foi certificada para praticar medicina na Grã-Bretanha, tornando-se uma das primeiras mulheres médicas em Manchester. 
A família mudou-se para Londres em 1916, onde Vera juntou forças com várias outras mulheres para formar uma organização sionista para mulheres, a precursora da WIZO. 
Pelo resto de sua vida, Vera se dedicou à causa sionista, auxiliando seu marido, uma figura chave no estabelecimento de Israel e então o primeiro presidente do país, e continuando a trabalhar no serviço público após sua morte.
1. ↑  https://jwa.org/encyclopedia/article/weizmann-vera